# ブルン定数
ブルン定数 (Brun's constant) は数学定数の一つで B2 と表記されることが多い。この数は、双子素数の逆数の和の極限として定義される。すなわち、
{\displaystyle B_{2}=\left({\frac {1}{3}}+{\frac {1}{5}}\right)+\left({\frac {1}{5}}+{\frac {1}{7}}\right)+\left({\frac {1}{11}}+{\frac {1}{13}}\right)+\left({\frac {1}{17}}+{\frac {1}{19}}\right)+\left({\frac {1}{29}}+{\frac {1}{31}}\right)+\cdots }
である。素数の逆数和が（無限大に）発散することはオイラーにより知られていたが、双子素数についてはヴィーゴ・ブルンが1919年にこの級数は収束することを示した。そのため、双子素数は無数に存在するかどうかは引き続き未解決である。また、この極限が無理数であるか有理数であるかも未解決である（もし無理数ならば双子素数は無数に存在すると分かる）。
1996年、Thomas R. Nicely は 1014 以下の双子素数までの部分和を計算した（部分和は 1.902160578）。なお、その過程で彼は有名なCPUに関するバグである Pentium FDIV バグを発見した。2002年の Pascal Sebah と Xavier Gourdon の2人の論文では 1016 までの部分和を計算（1.902160583104…）し、ブルン定数は
B2 = 1.902160583…
であると推定した。
また、同様の数が四つ子素数についても定義される。これは四つ子素数に対するブルン数と呼ばれ、しばしば B4 と表記される。四つ子素数とは値が 4 離れた2つの双子素数の組で、小さい方から (5, 7, 11, 13), (11, 13, 17, 19), (101, 103, 107, 109) となる。すなわち B4 は次の式で与えられる。
{\displaystyle B_{4}=\left({\frac {1}{5}}+{\frac {1}{7}}+{\frac {1}{11}}+{\frac {1}{13}}\right)+\left({\frac {1}{11}}+{\frac {1}{13}}+{\frac {1}{17}}+{\frac {1}{19}}\right)+\left({\frac {1}{101}}+{\frac {1}{103}}+{\frac {1}{107}}+{\frac {1}{109}}\right)+\cdots }
この値はおよそ
B4 = 0.87058 83800 ± 0.00000 00005
と推計されている。